# IC 1188
IC 1188  ist ein Galaxienpaar, wobei im Vordergrund eine linsenförmige Galaxie vom Hubble-Typ S0-a im Sternbild Herkules am Nordsternhimmel und als Starburst-Galaxie klassifiziert ist. Es ist  Mitglied des Herkules-Galaxienhaufens Abell 2151.

Im selben Himmelsareal befinden sich u. a. die Galaxien IC 1173, IC 1178, IC 1181, IC 1186.
Das Objekt wurde am 15. August 1892 vom französischen Astronomen Stéphane Javelle entdeckt.